# Welton (East Riding of Yorkshire)
Welton is een civil parish in het bestuurlijke gebied East Riding of Yorkshire, in het Engelse graafschap East Riding of Yorkshire met 1.560 inwoners.